# Сяоминь-ди (Северная Чжоу)
Император Северной Чжоу Сяо Минь-ди ((北)周孝閔帝) (542—557), личное имя Юйвэнь Цзюэ (宇文覺), прозвище Туолуони (陀羅尼), был императором Китайской/Сяньбийской династии Северная Чжоу (хотя он пользовался альтернативным титулом «Небесный Принц» (Тянь Ван). Он был наследником вэйского маршала Юйвэнь Тая, и после его смерти в 556, его кузен Юйвэнь Ху, служивший в гвардии, сверг Гун-ди и отдал трон Цзюэ весной 557, установив северную Чжоу. Позже в 557, Цзюэ решил принять всю власть и казнить Ху, но тот сверг Цзюэ и заменил его Юйвэнь Юем (Мин-ди). В том же году Ху казнил Цзюэ.

## Личная информация
- Отец
  - Юйвэнь Тай, посмертно Вэнь-ди.
- Мать
  - The Принцесса Фэни, систра Сяо У-ди (Северная Вэй), посмертно Императрица Вэнь
- Жена
  - Императрица Юань Хумо (с 557), дочь Вэнь-ди (Западная Вэй)
- Наложница
  - Наложница Лу, мать Кана
- Дети
  - Юйвэнь Кан (宇文康), граф цзи, ван Ли в Цзи (с 574, получил приказ о самоубийстве от У-ди (Северная Чжоу) 576)